# Corti di Castiglia-La Mancia
Le Corti di Castiglia-La Mancia (in spagnolo e ufficialmente: Cortes de Castilla-La Mancha) sono l'organo legislativo della Comunità autonoma di Castiglia-La Mancia. I suoi membri sono chiamati deputati e il suo compito è rappresentare i cittadini di Castiglia-La Mancia. Sono scelti a suffragio universale, libero, diretto e segreto, secondo il sistema proporzionale.

## Storia
Nel 1983, con l'approvazione dello Statuto di autonomia di Castiglia-La Mancia, le Corti furono costituite come organo legislativo eletto democraticamente.

## Composizione
Il numero di Deputati eletti per l’XI Legislatura, in base alle modifiche della legge elettorale del 2014, è 33. La distribuzione è la seguente:
- Per province:
  - Albacete: 6
  - Ciudad Real: 8
  - Cuenca: 5
  - Guadalajara: 5
  - Toledo: 9

Precedentemente, le leggi elettorali stabilivano differentemente il numero totale di deputati e le ripartizioni provinciali:
| Legge elettorale                                   | Tipo di ripartizione                                                         | Deputati         | Dimensione delle Circoscrizioni | Dimensione delle Circoscrizioni | Dimensione delle Circoscrizioni | Dimensione delle Circoscrizioni | Dimensione delle Circoscrizioni |
| Legge elettorale                                   | Tipo di ripartizione                                                         | Legge elettorale | Albacete                        | Ciudad Real                     | Cuenca                          | Guadalajara                     | Toledo                          |
| -------------------------------------------------- | ---------------------------------------------------------------------------- | ---------------- | ------------------------------- | ------------------------------- | ------------------------------- | ------------------------------- | ------------------------------- |
| Legge 12/2007                                      | Fissa                                                                        | 49               | 10                              | 11                              | 8                               | 8                               | 12                              |
| Legge 4/2012, ultima prima della riforma statuaria | Fissa                                                                        | 53               | 10                              | 12                              | 9                               | 9                               | 13                              |
| Legge del 2014, vigente dopo la riforma statuaria  | 15 fissi (3 per provincia) + 18 ripartiti proporzionalmente alla popolazione | 33               | 3 + 3 = 6                       | 3 + 5 = 8                       | 3 + 2 = 5                       | 3 + 2 = 5                       | 3 + 6 = 9                       |

## Competenze
Le Corti sono responsabili della scelta del Presidente della Comunità Autonoma tra i suoi membri. Il Presidente esercita il potere esecutivo e nomina il Governo della Giunta. Le attribuzioni delle Corti secondo lo Statuto di autonomia sono, tra le altre:
- Esercizio del potere legislativo della Comunità.
- Il controllo del Governo della Giunta e del suo Presidente.
- L'approvazione dei Bilanci.
- L'elezione del Presidente della Giunta.
- Nominare i Senatori eletti indirettamente corrispondenti alla Comunità.
- Imporre e riscuotere le tasse.

## Presidenti
| Nome                               | Periodo                                                | Partito | Partito |
| ---------------------------------- | ------------------------------------------------------ | ------- | ------- |
| Francisco Javier de Irízar Ortega  | 1983-1987                                              |         | PSOE    |
| José Manuel Martínez Cenzano       | 1987-1991                                              |         | PSOE    |
| José María Barreda Fontes          | 1991-1995 (Primo Mandato); 1995-1997 (Secondo Mandato) |         | PSOE    |
| María del Carmen Blázquez Martínez | 1997-1999                                              |         | PSOE    |
| Antonio Marco Martínez             | 1999-2003                                              |         | PSOE    |
| Fernando López Carrasco            | 2003-2007                                              |         | PSOE    |
| Vicente Tirado Ochoa               | 2011-2015                                              |         | PP-CLM  |
| Gregorio Jesús Fernández Vaquero   | 2015-2019                                              |         | PSOE    |
| Pablo Bellido Acevedo              | 2019-2023 (Primo Mandato); 2023- (Secondo Mandato)     |         | PSOE    |